# Sireuil (Charente)
Pour les articles homonymes, voir Sireuil.
Sireuil est une commune du Sud-Ouest de la France située dans le département de la Charente (région Nouvelle-Aquitaine).
Ses habitants sont les Sireuillois et les Sireuilloises.

## Géographie

### Localisation et accès
Sireuil est située 5 km à l'ouest de Châteauneuf-sur-Charente et 12 km à l'ouest d'Angoulême, sur la rive droite de la Charente.
Le bourg de Sireuil est aussi à 3,5 km à l'ouest de Nersac et 6 km au sud d'Hiersac, chef-lieu de son canton.
La D 699, route d'Angoulême à Châteauneuf et Jonzac, passe en limite sud de la commune, sur la rive gauche de la Charente. La D 7, route de Blanzac et Claix à Hiersac, franchit la Charente et traverse la commune du sud au nord, en passant par le bourg. Plus au sud, la D 7 rejoint la N 10 entre Angoulême et Bordeaux sur la commune de Roullet-Saint-Estèphe. La D 53 et la D 84 traversent aussi la commune.
Bien que la ligne d'Angoulême à Saintes traverse le sud de la commune, la gare la plus proche est celle de Châteauneuf, desservie par des TER à destination d'Angoulême, Cognac, Saintes et Royan.

### Hameaux et lieux-dits
L'habitat est assez dispersé dans la commune, et celle-ci compte de nombreux petits hameaux : la Côte à l'est et surplombant la vallée de la Charente étant le principal, mais aussi les Groisillers, Cheville et Trotte-Panier, le Bois de la Roche, les Pierrières et Chez Decoux le long de la D 84, la Vallade et Chez les Rois plus près du bourg, et enfin Chez Pâtureau et le lotissement Bellevue près du pont sur la Charente.

### Communes limitrophes
|                     | Champmillon           | Trois-Palis |
| Mosnac-Saint-Simeux | Sireuil               | Nersac      |
|                     | Roullet-Saint-Estèphe |             |

### Géologie et relief
La commune occupe un plateau calcaire datant du Cénomanien (Crétacé) occupant l'intérieur d'une boucle de la Charente. On peut trouver une zone minuscule de Jurassique (Portlandien) à l'est (au pied de la Tourette), car la commune est sur la limite nord du Crétacé.
Le calcaire a été exploité par des carrières de pierre de taille à ciel ouvert ou souterraines, souvent reconverties en champignonnières. Elles sont situées le long de la route de Trois-Palis à Champmillon.
La vallée de la Charente est occupée par des alluvions datant du Quaternaire, qui sont récentes dans la partie inondable, mais dont les plus anciennes atteignent une dizaine de mètres par endroits sur la rive convexe (le Moizan et les anciennes tanneries), et recouvrent parfois le plateau (au nord-ouest de la Côte),,.
La commune occupe l'intérieur d'un large méandre de la Charente, un plateau qui est à une altitude moyenne de 60 m. Le point culminant est à une altitude de 88 m, situé aux Brandes de Chez Decoux au nord. Le point le plus bas est à 20 m, situé le long de la Charente en limite ouest. Le bourg, situé au bord de la Charente, est à environ 30 m d'altitude.

### Hydrographie

#### Réseau hydrographique

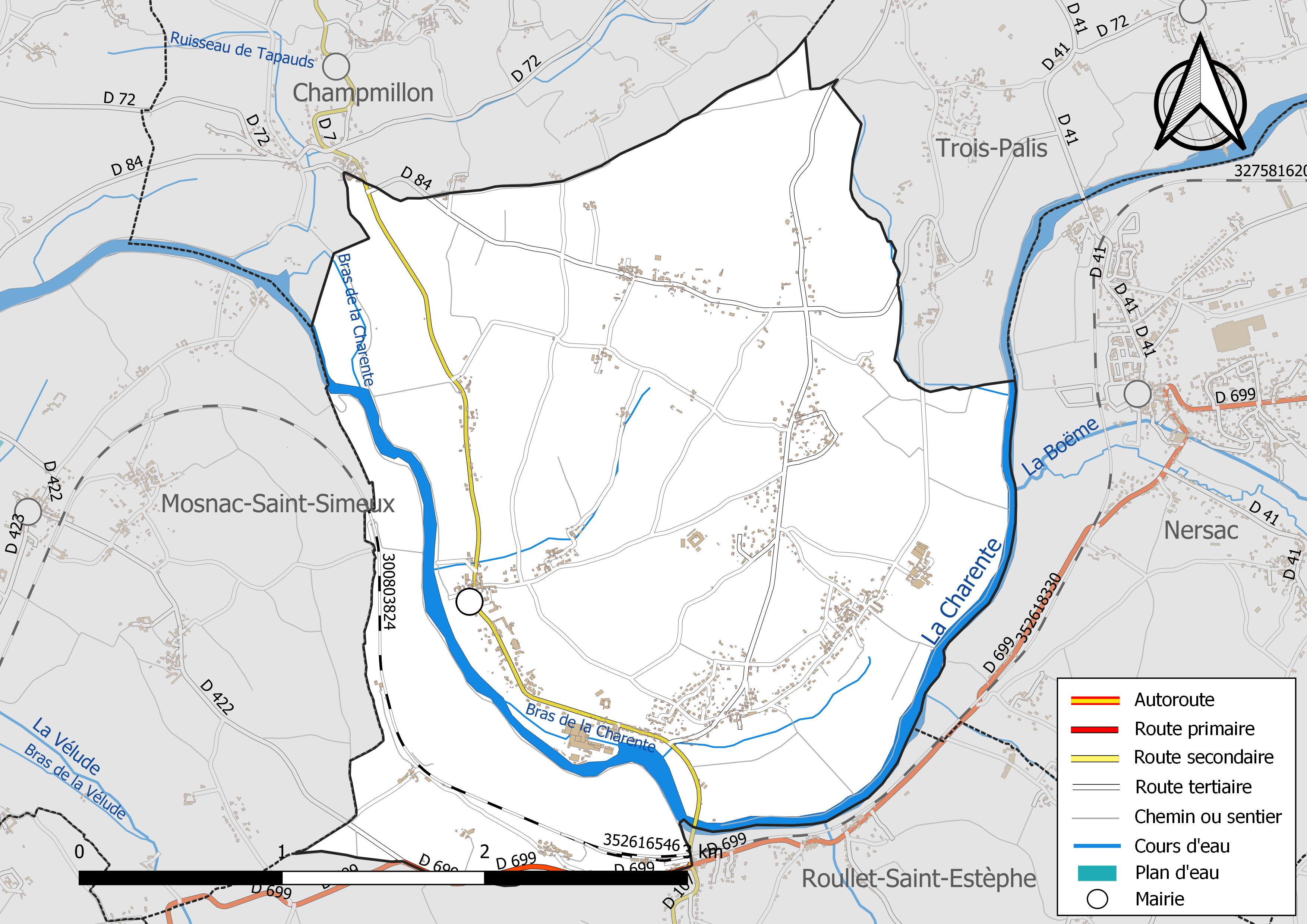
Réseaux hydrographique et routier de Sireuil.

La commune est située dans le bassin versant de la Charente au sein du Bassin Adour-Garonne. Elle est drainée par la Charente, la Boëme, le Claix, et par divers petits cours d'eau, qui constituent un réseau hydrographique de 12 km de longueur totale,.
Sireuil est sur la rive droite de la Charente, en aval d'Angoulême et en amont de Châteauneuf, fleuve qui borde la commune à l'est et à l'ouest. Au sud, une petite partie de la commune est sur la rive gauche.
Deux petits ruisseaux temporaires naissent au centre de la commune se jettent dans la Charente. On trouve aussi dans ces vallons quelques sources et fontaines.

#### Gestion des eaux
Le territoire communal est couvert par le schéma d'aménagement et de gestion des eaux (SAGE) « Charente ». Ce document de planification, dont le territoire correspond au bassin de la Charente, d'une superficie de 9 300 km2, a été approuvé le 19 novembre 2019. La structure porteuse de l'élaboration et de la mise en œuvre est l'établissement public territorial de bassin Charente. Il définit sur son territoire les objectifs généraux d’utilisation, de mise en valeur et de protection quantitative et qualitative des ressources en eau superficielle et souterraine, en respect des objectifs de qualité définis dans le troisième SDAGE  du Bassin Adour-Garonne qui couvre la période 2022-2027, approuvé le 10 mars 2022.

### Climat
Comme dans les trois quarts sud et ouest du département, le climat est océanique aquitain.

## Urbanisme

### Typologie
Au 1er janvier 2024, Sireuil est catégorisée commune rurale à habitat dispersé, selon la nouvelle grille communale de densité à 7 niveaux définie par l'Insee en 2022.
Elle est située hors unité urbaine. Par ailleurs la commune fait partie de l'aire d'attraction d'Angoulême, dont elle est une commune de la couronne,. Cette aire, qui regroupe 94 communes, est catégorisée dans les aires de 50 000 à moins de 200 000 habitants,.

### Occupation des sols
L'occupation des sols de la commune, telle qu'elle ressort de la base de données européenne d’occupation biophysique des sols Corine Land Cover (CLC), est marquée par l'importance des territoires agricoles (84,3 % en 2018), en diminution par rapport à 1990 (90 %). La répartition détaillée en 2018 est la suivante : 
zones agricoles hétérogènes (32,1 %), terres arables (30 %), cultures permanentes (22,2 %), zones urbanisées (9,3 %), forêts (6,3 %). L'évolution de l’occupation des sols de la commune et de ses infrastructures peut être observée sur les différentes représentations cartographiques du territoire : la carte de Cassini (XVIIIe siècle), la carte d'état-major (1820-1866) et les cartes ou photos aériennes de l'IGN pour la période actuelle (1950 à aujourd'hui).

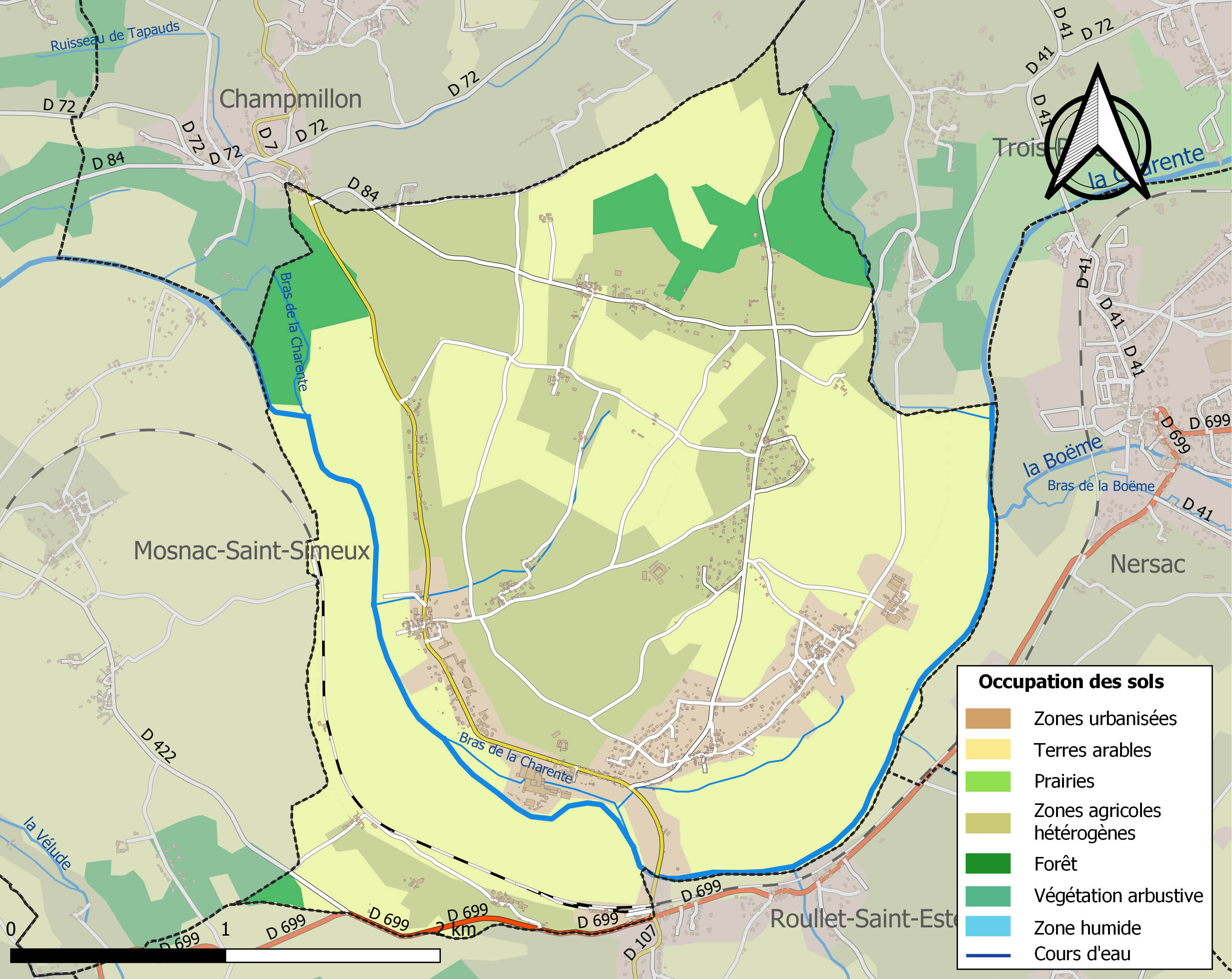
Carte des infrastructures et de l'occupation des sols de la commune en 2018 (CLC).

### Risques majeurs
Le territoire de la commune de Sireuil est vulnérable à différents aléas naturels : météorologiques (tempête, orage, neige, grand froid, canicule ou sécheresse), inondations, mouvements de terrains et séisme (sismicité modérée). Il est également exposé à un risque technologique,  le transport de matières dangereuses. Un site publié par le BRGM permet d'évaluer simplement et rapidement les risques d'un bien localisé soit par son adresse soit par le numéro de sa parcelle.

#### Risques naturels
La commune fait partie du territoire à risques importants d'inondation (TRI) Saintes-Cognac-Angoulême, regroupant 46 communes concernées par un risque de débordement du fleuve Charente (34 en Charente et 12 en Charente-Maritime), un des 18 TRI qui ont été arrêtés fin 2012 sur le bassin Adour-Garonne. Les événements antérieurs à 2014 les plus significatifs sont les crues de l'hiver 1779, de 1842, de 1859, du 9 décembre 1882 du 19 février 1904, du 10 janvier 1961, de mars-avril 1962, du 24 décembre 1982 et du 8 janvier 1994. Des cartes des surfaces inondables ont été établies pour trois scénarios : fréquent (crue de temps de retour de 10 ans à 30 ans), moyen (temps de retour de 100 ans à 300 ans) et extrême (temps de retour de l'ordre de 1 000 ans, qui met en défaut tout système de protection). La commune a été reconnue en état de catastrophe naturelle au titre des dommages causés par les inondations et coulées de boue survenues en 1982, 1993, 1999 et 2021,.

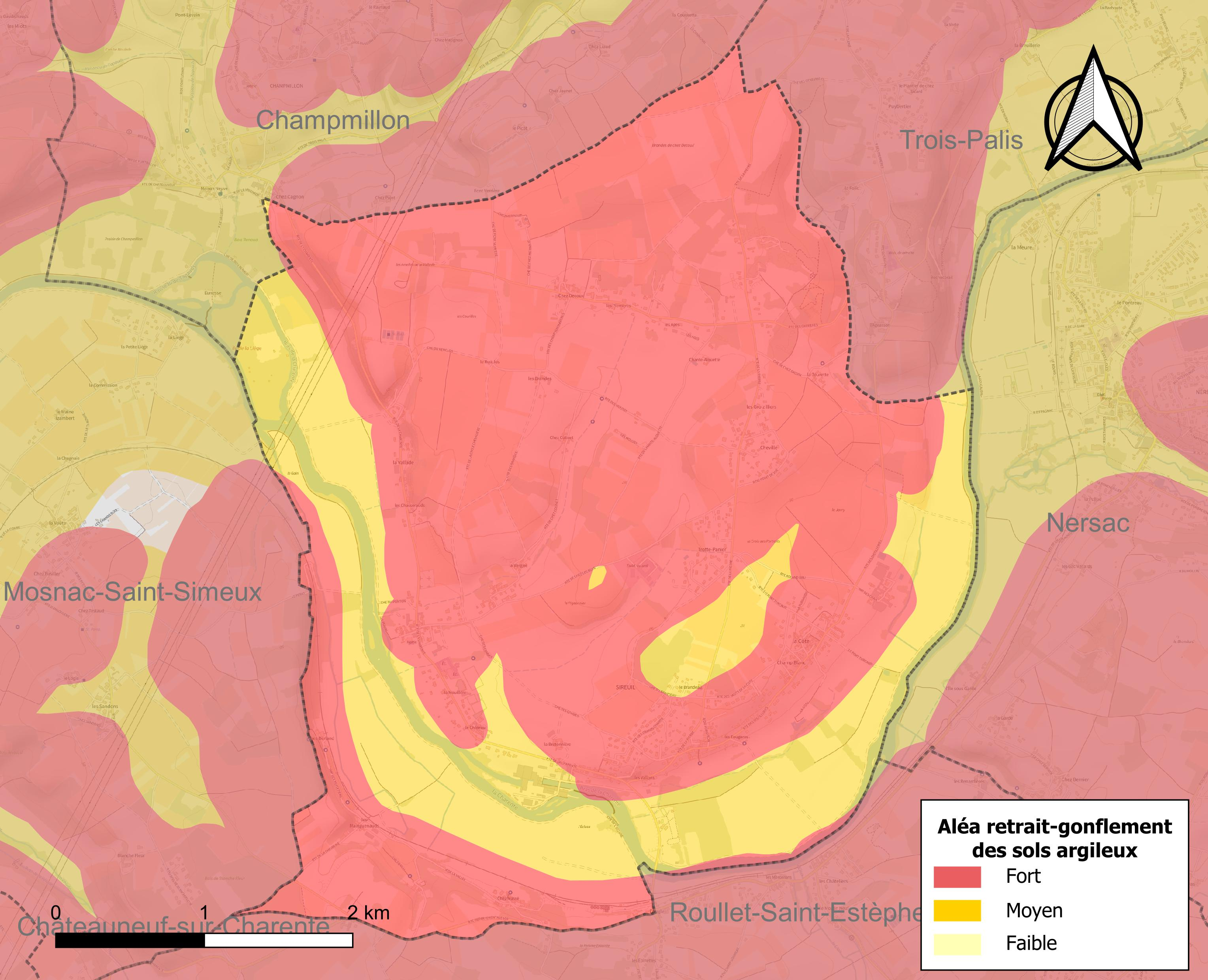
Carte des zones d'aléa retrait-gonflement des sols argileux de Sireuil.

Les mouvements de terrains susceptibles de se produire sur la commune sont des affaissements et effondrements liés aux cavités souterraines (hors mines). Par ailleurs, afin de mieux appréhender le risque d’affaissement de terrain, l'inventaire national des cavités souterraines permet de localiser celles situées sur la commune.
Le retrait-gonflement des sols argileux est susceptible d'engendrer des dommages importants aux bâtiments en cas d’alternance de périodes de sécheresse et de pluie. La totalité de la commune est en aléa moyen ou fort (67,4 % au niveau départemental et 48,5 % au niveau national). Sur les 582 bâtiments dénombrés sur la commune en 2019,  582 sont en aléa moyen ou fort, soit 100 %, à comparer aux 81 % au niveau départemental et 54 % au niveau national. Une cartographie de l'exposition du territoire national au retrait gonflement des sols argileux est disponible sur le site du BRGM,.
Par ailleurs, afin de mieux appréhender le risque d’affaissement de terrain, l'inventaire national des cavités souterraines permet de localiser celles situées sur la commune.
Concernant les mouvements de terrains, la commune a été reconnue en état de catastrophe naturelle au titre des dommages causés par la sécheresse en 2003 et 2011 et par des mouvements de terrain en 1999.

#### Risques technologiques
Le risque de transport de matières dangereuses sur la commune est lié à sa traversée par une ou des infrastructures routières ou ferroviaires importantes ou la présence d'une canalisation de transport d'hydrocarbures. Un accident se produisant sur de telles infrastructures est susceptible d’avoir des effets graves sur les biens, les personnes ou l'environnement, selon la nature du matériau transporté. Des dispositions d’urbanisme peuvent être préconisées en conséquence.

## Toponymie
Les formes anciennes sont Ciroilhio (non datée, avant le XIIIe siècle), Syrolio en 1324.
L'origine du nom de Sireuil remonterait à un nom de personne gaulois Sirus auquel est apposé le suffixe gaulois -ialo qui signifie « champ, clairière »,.

## Histoire

### Antiquité
En surplomb de la Charente, une maçonnerie gallo-romaine, dite le Fa, et mesurant 30 pieds de long, 20 de large et 20 de haut, a été réemployée au Moyen Âge. Elle a servi de base à la construction d'un petit fort auquel elle a donné son nom : la Tour du Fâ. L'étymologie du mot Fâ fait probablement référence à un fanum,.
Grégoire de Tours évoque un Oratorium Siroialense dont l'autel a été consacré par saint Martin et où se produisent de nombreux miracles (dont la guérison d'un paralytique). Auguste Longnon a localisé cet oratoire à Sireuil et l'hypothèse paraît acceptée par tous,, d'autant plus qu'un puits récemment trouvé au nord du Fa en ferait un mausolée peut-être lié au fleuve.

### Moyen Âge
L'église, romane du XIIe siècle, était le siège d'un prieuré dépendant de l'abbaye de La Couronne.
La petite forteresse de la Tour du Fa, qui  mesurait 10 mètres sur 8 mètres de côté, a été assiégée en 1385 par Louis de Bourbon dans la guerre en Guyenne contre les Anglais. Elle sera ensuite incluse dans le domaine du château de Saint-Hermine.
Au tout début du XVe siècle, la seigneurie du Fâ appartenait à Jean de Saint-Hermine qui était un puissant seigneur. La famille de Saint-Hermine était une des plus anciennes de l'Angoumois, et s'est divisée en plusieurs branches.

### Époque moderne
Joachim de Saint-Hermine, arrière petit-fils de Jean, fut un des cent gentilshommes de la Maison du roi François Ier. Son fils Jean embrasse le protestantisme. Lors des guerres de religion, au XVIe siècle, le prince de Condé le nomma gouverneur du Poitou, de l'Aunis et de la Saintonge; en cette qualité, il chassa le gouverneur catholique de La Rochelle, Chabot de Jarnac, mais il dut lui rendre la ville lors de la paix de Longjumeau.
Une poésie consacrée au prince de Condé le mentionne :

« À lui se sont rangés à l'envi tous les bons,

Qui ont, par leurs vertus, fait illustrer leurs noms,

Entre lesquels on voit le sire de Saint-Hermine. »

Jean se maria avec Lucrèce de Lusignan et eut un fils, Joachim, qui lui aussi devint protestant, mais revint à la foi catholique. En 1596, celui-ci devint gentilhomme ordinaire de la Chambre d'Henri IV.
Dans les années 1760, la seigneurie du Fâ passa aux mains de Pierre Pasquet et de sa femme Marie-Suzanne de Galard de Béarn, nièce de Saint-Hermine, avant d'être vendue, et le domaine fut morcelé au XIXe siècle.
Outre les vestiges de la tour du Fâ (quadrilatère de 10 mètres x 7 mètres encore visible au XIXe siècle), le château de Saint-Hermine, appelé longtemps la Tour du Fa et maintenant le Château, comprenait aussi un parc donnant sur le fleuve avec un petit port. Le parc a été coupé par la route.
Les registres de l'état civil de Sireuil remontent à 1640.

### Époque contemporaine

#### Aciérie puis tanneries
En 1838, une tréfilerie succède à un ancien moulin à blé sur la Charente, au nom de Malagou, Cordier et Bouzac. Dans l'année qui suit, une forge est ajoutée, puis un haut fourneau en 1846. La société devient alors anonyme. Pierre-Émile Martin, ingénieur et industriel, met au point un procédé d'affinage de l'acier qu'il expérimente à Sireuil et en 1860, la forge devient une aciérie qui comprend un four Martin, un haut fourneau, quatre fours à puddler et deux marteaux-pilons. C'est, dans son genre, la seconde usine du département, après la fonderie de Ruelle. Environ 150 ouvriers y travaillent. On y fond des poutres métalliques, et aussi des canons de fusils pendant la guerre de 1870. Mais après le départ d'Émile Martin, l'usine périclite rapidement, et en 1882, le matériel commence à être vendu. L'usine ferme en 1884.
Une usine de fabrication de feutre y est ouverte en 1894 par M. Lehmann (Procop), papetier à La Couronne.
En 1923, l'usine devient une tannerie. Des ateliers de fabrication en shed sont construits entre 1926 et 1930, ainsi que le bâtiment frigorifique où sont stockées les peaux. Le finissage s'effectue aux étages. En 1960, les tanneries de Sireuil emploient 400 à 500 personnes. Mais l'effectif n'est plus que de 40 personnes en 1977. L'activité s'arrête en 1981.
Par la suite, le bâtiment d'eau est transformé en micro-centrale hydroélectrique. Les autres bâtiments sont désaffectés.

Les anciennes tanneries
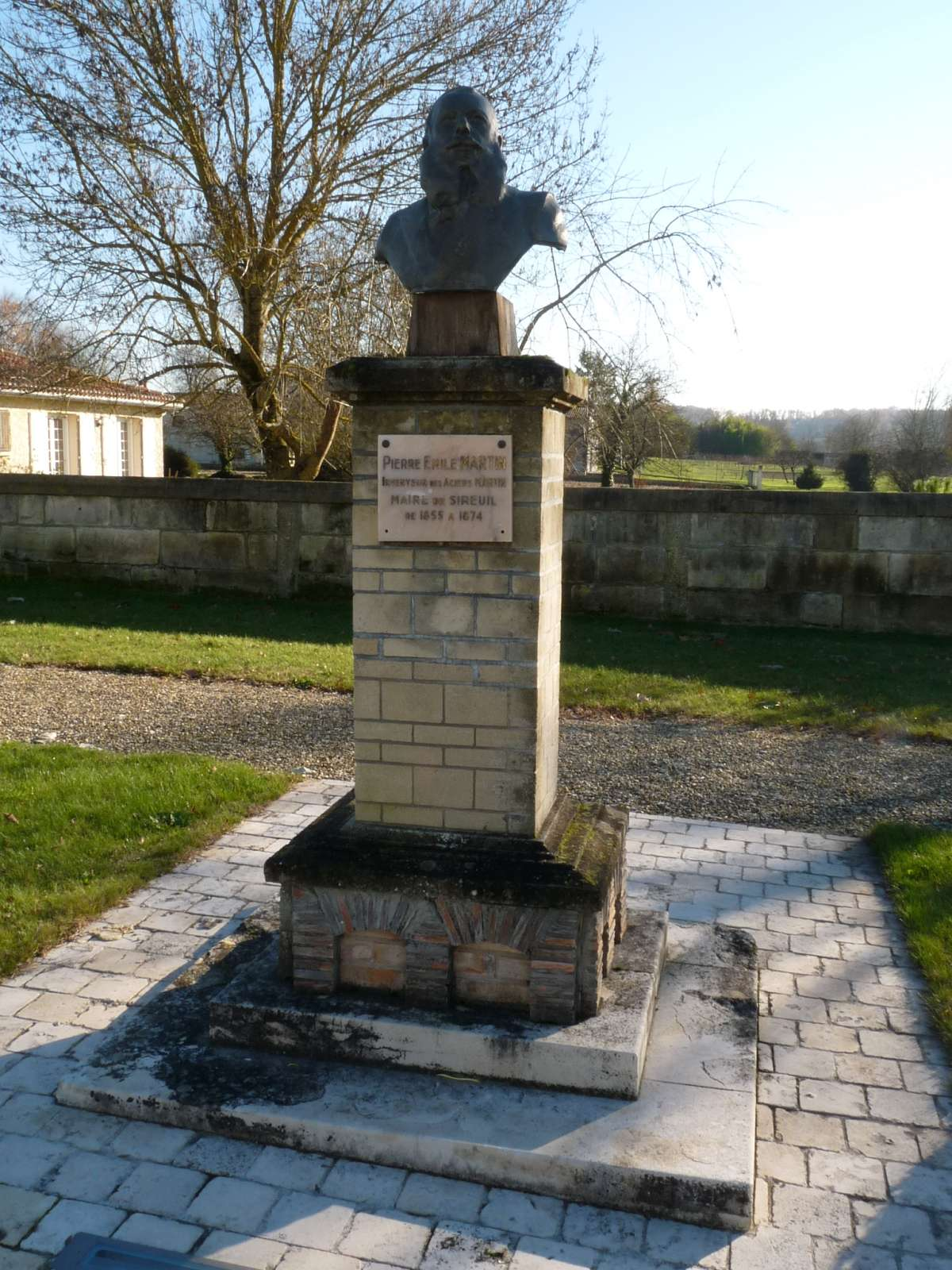
P-É.Martin, l'inventeur des fours Martin.
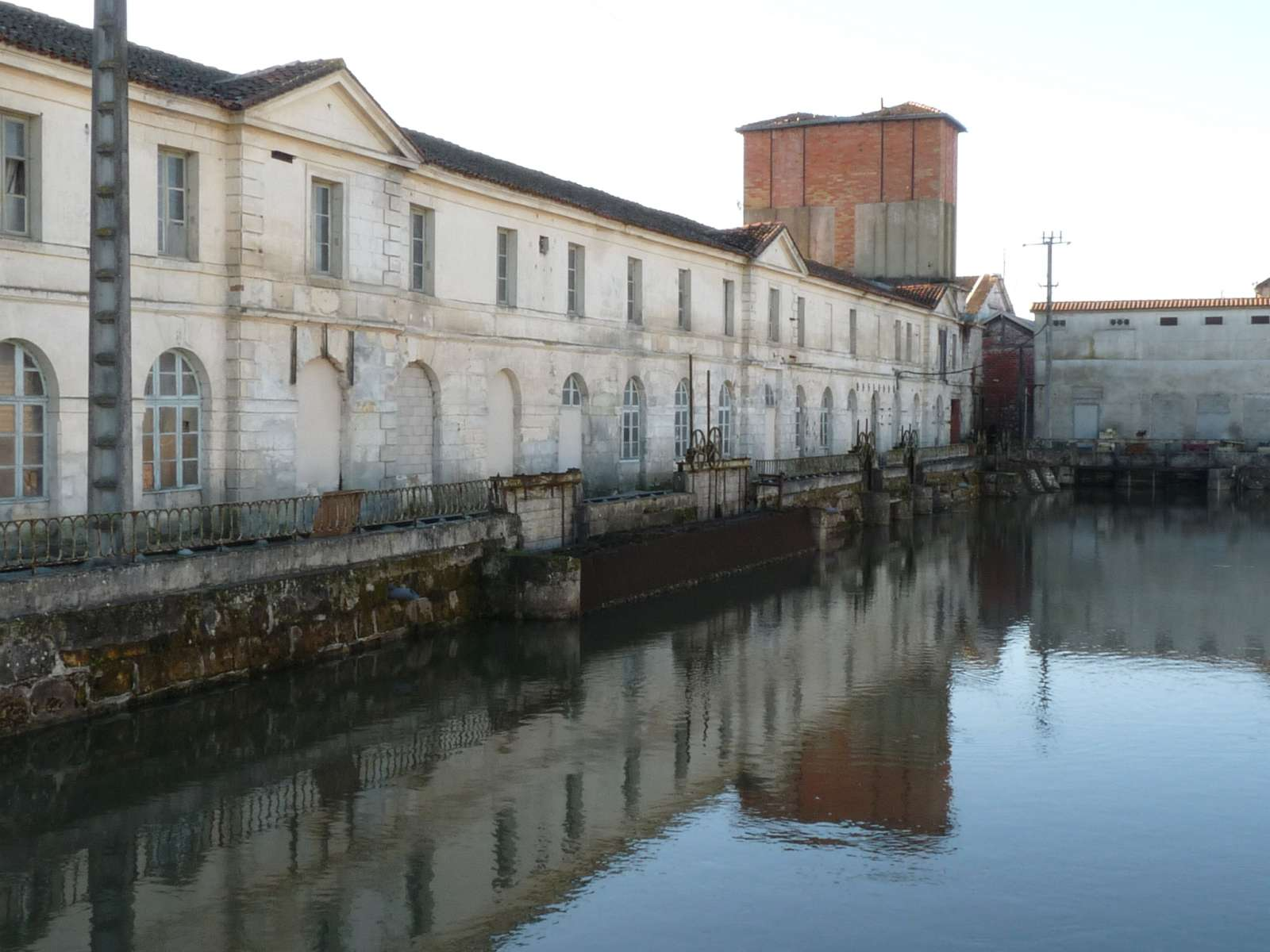
Bâtiment des eaux.
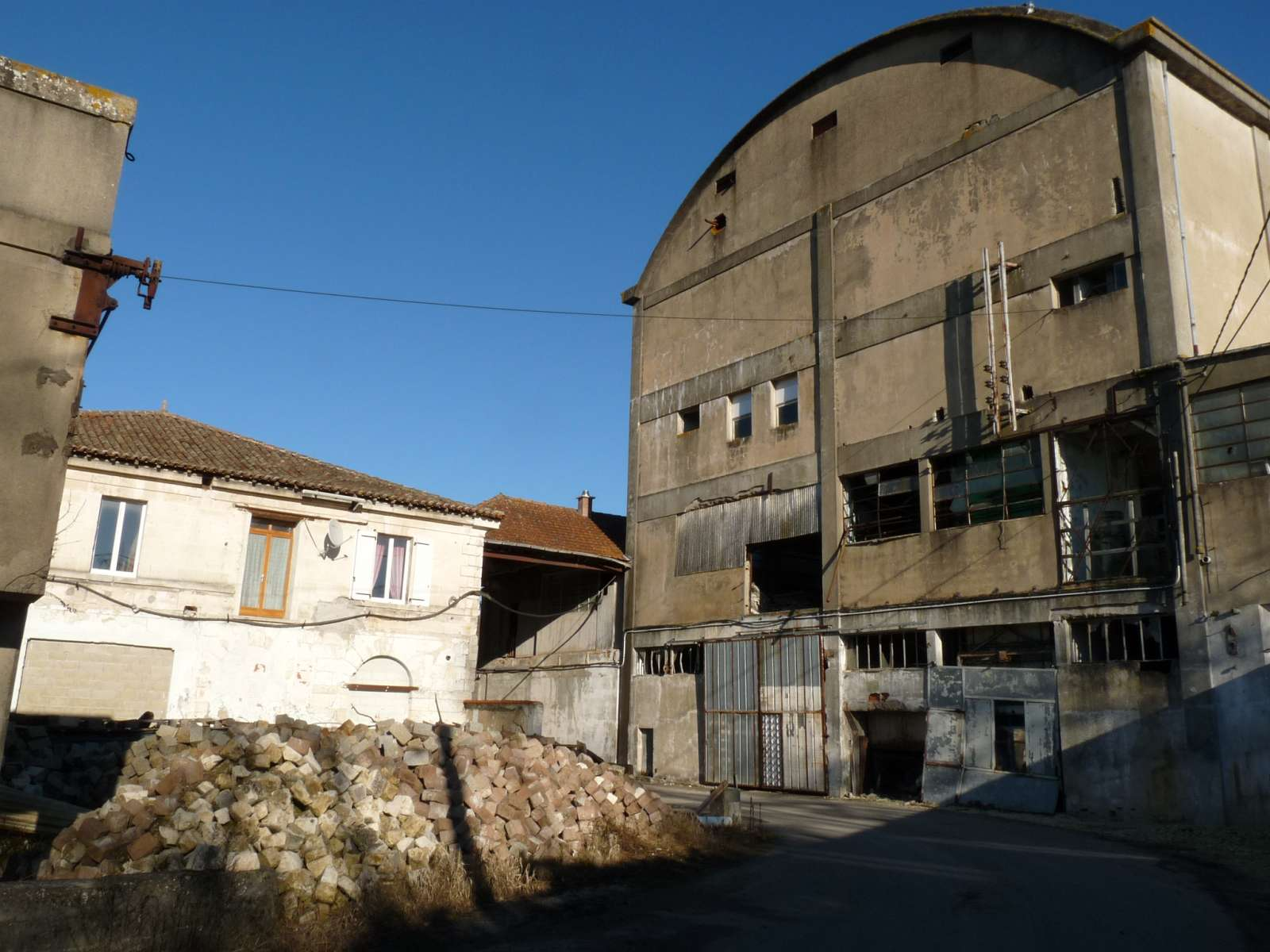
Bâtiment frigorifique.
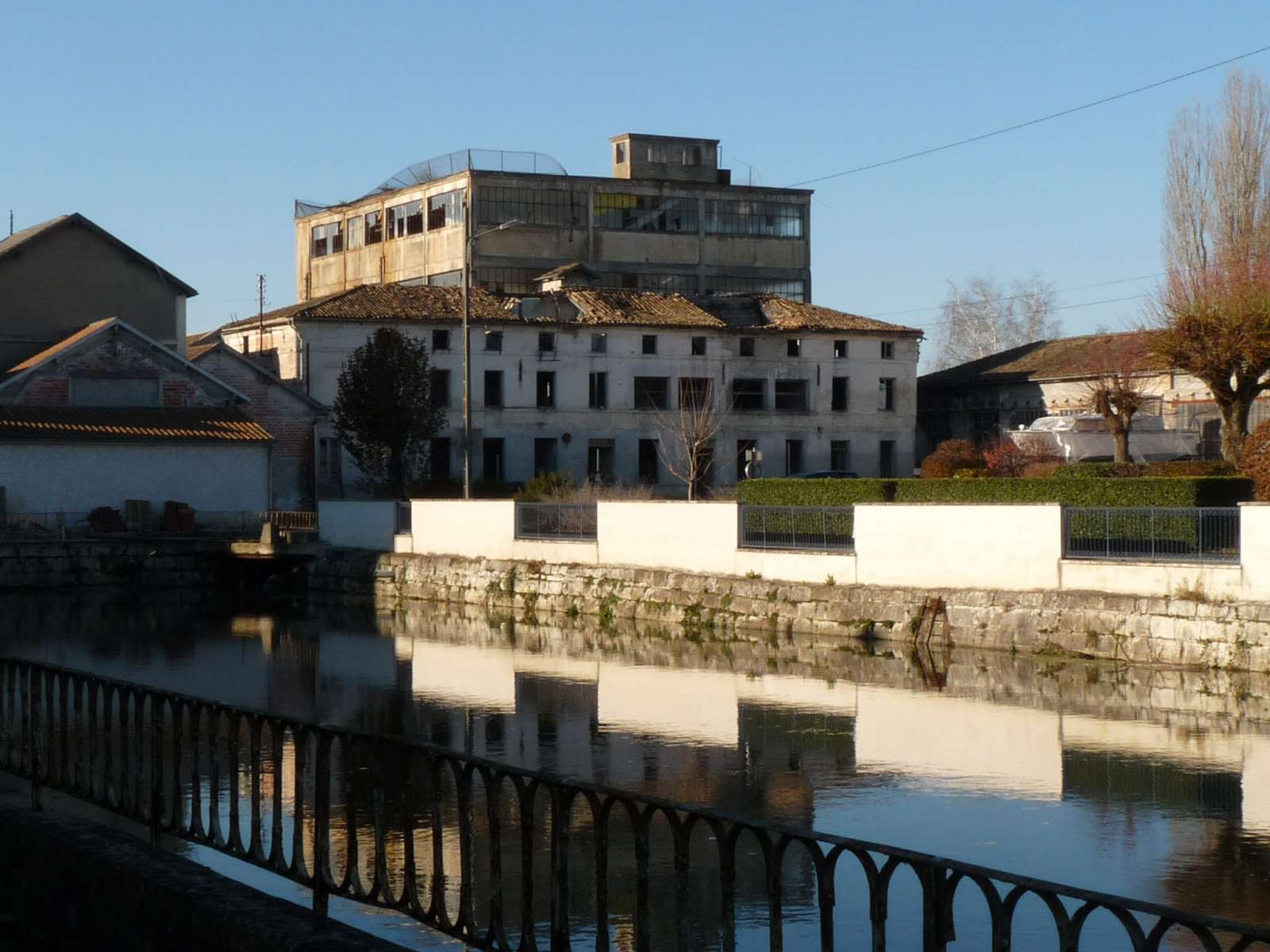
Canal et entrepôt.

#### Pierre de taille
La commune est connue pour ses carrières de pierre calcaire produisant la pierre de Sireuil aussi appelée pierre de Brétignac.
Ces pierres étaient évacuées par charroi, mais aussi par la ligne Angoulême-Saintes qui passe sur la rive gauche de la Charente et où la commune possède une gare au lieu-dit Chez Massé. Ces pierres s'exportaient dans toutes les parties de France, et parfois à l'étranger.

## Administration
| Période                                  | Période  | Identité            | Étiquette | Qualité                                                             |
| ---------------------------------------- | -------- | ------------------- | --------- | ------------------------------------------------------------------- |
| Les données manquantes sont à compléter. |          |                     |           |                                                                     |
| 1855                                     | 1874     | Pierre-Émile Martin |           | Ingénieur industriel                                                |
|                                          |          |                     |           |                                                                     |
| 1939                                     | 1971     | Eugène Brunelière   | SFIO      | Contremaître, conseiller général du canton d'Hiersac de 1945 à 1949 |
|                                          |          |                     |           |                                                                     |
| 2001                                     | 2014     | Régis Rouyer        | SE        | Responsable de fabrication en retraite                              |
| 2014                                     | En cours | Jean-Luc Martial    |           |                                                                     |

## Démographie

### Évolution démographique
L'évolution du nombre d'habitants est connue à travers les recensements de la population effectués dans la commune depuis 1793. Pour les communes de moins de 10 000 habitants, une enquête de recensement portant sur toute la population est réalisée tous les cinq ans, les populations de référence des années intermédiaires étant quant à elles estimées par interpolation ou extrapolation. Pour la commune, le premier recensement exhaustif entrant dans le cadre du nouveau dispositif a été réalisé en 2008.

En 2022, la commune comptait 1 166 habitants, en évolution de +0,69 % par rapport à 2016 (Charente : −0,48 %, France hors Mayotte : +2,11 %).
| 1793 | 1800 | 1806 | 1821 | 1831 | 1841 | 1846 | 1851 | 1856 |
| ---- | ---- | ---- | ---- | ---- | ---- | ---- | ---- | ---- |
| 673  | 764  | 746  | 821  | 639  | 847  | 892  | 813  | 933  |

| 1861 | 1866 | 1872 | 1876 | 1881 | 1886 | 1891 | 1896 | 1901 |
| ---- | ---- | ---- | ---- | ---- | ---- | ---- | ---- | ---- |
| 889  | 937  | 914  | 964  | 872  | 609  | 535  | 643  | 771  |

| 1906 | 1911 | 1921 | 1926 | 1931 | 1936 | 1946 | 1954 | 1962 |
| ---- | ---- | ---- | ---- | ---- | ---- | ---- | ---- | ---- |
| 748  | 795  | 689  | 754  | 930  | 903  | 919  | 947  | 978  |

| 1968  | 1975 | 1982 | 1990  | 1999  | 2006  | 2008  | 2013  | 2018  |
| ----- | ---- | ---- | ----- | ----- | ----- | ----- | ----- | ----- |
| 1 023 | 989  | 899  | 1 121 | 1 127 | 1 173 | 1 183 | 1 168 | 1 158 |

| 2022  | - | - | - | - | - | - | - | - |
| ----- | - | - | - | - | - | - | - | - |
| 1 166 | - | - | - | - | - | - | - | - |

### Pyramide des âges
En 2018, le taux de personnes d'un âge inférieur à 30 ans s'élève à 28 %, soit en dessous de la moyenne départementale (30,2 %). À l'inverse, le taux de personnes d'âge supérieur à 60 ans est de 28,7 % la même année, alors qu'il est de 32,3 % au niveau départemental.
En 2018, la commune comptait 580 hommes pour 578 femmes, soit un taux de 50,09 % d'hommes, légèrement supérieur au taux départemental (48,41 %).
Les pyramides des âges de la commune et du département s'établissent comme suit.
| Hommes | Classe d’âge | Femmes |
| ------ | ------------ | ------ |
| 0,5    | 90 ou +      | 0,5    |
| 6,2    | 75-89 ans    | 8,7    |
| 21,6   | 60-74 ans    | 20,1   |
| 21,2   | 45-59 ans    | 23,9   |
| 20,3   | 30-44 ans    | 20,9   |
| 11,0   | 15-29 ans    | 10,0   |
| 19,1   | 0-14 ans     | 15,9   |

| Hommes | Classe d’âge | Femmes |
| ------ | ------------ | ------ |
| 1      | 90 ou +      | 2,7    |
| 9,2    | 75-89 ans    | 12     |
| 20,6   | 60-74 ans    | 21,3   |
| 20,7   | 45-59 ans    | 20,3   |
| 16,8   | 30-44 ans    | 16     |
| 15,6   | 15-29 ans    | 13,4   |
| 16,1   | 0-14 ans     | 14,3   |

### Remarques
Sireuil n'a pas trop souffert de l'exode rural de par son passé industriel. Actuellement la population se maintient et remonte grâce à la proximité d'Angoulême.

## Économie
La viticulture occupe une partie importante de l'activité agricole. La commune est classée dans les Fins Bois, dans la zone d'appellation d'origine contrôlée du cognac.
Certains producteurs vendent cognac, pineau des Charentes et vin de pays à la propriété.

## Équipements, services et vie locale

### Enseignement
Sireuil possède deux écoles publiques. L'école élémentaire Jean-Zay, comprenant quatre classes, et l'école maternelle Camille-Saint-Saens comprenant deux classes.
Le secteur du collège est Châteauneuf.

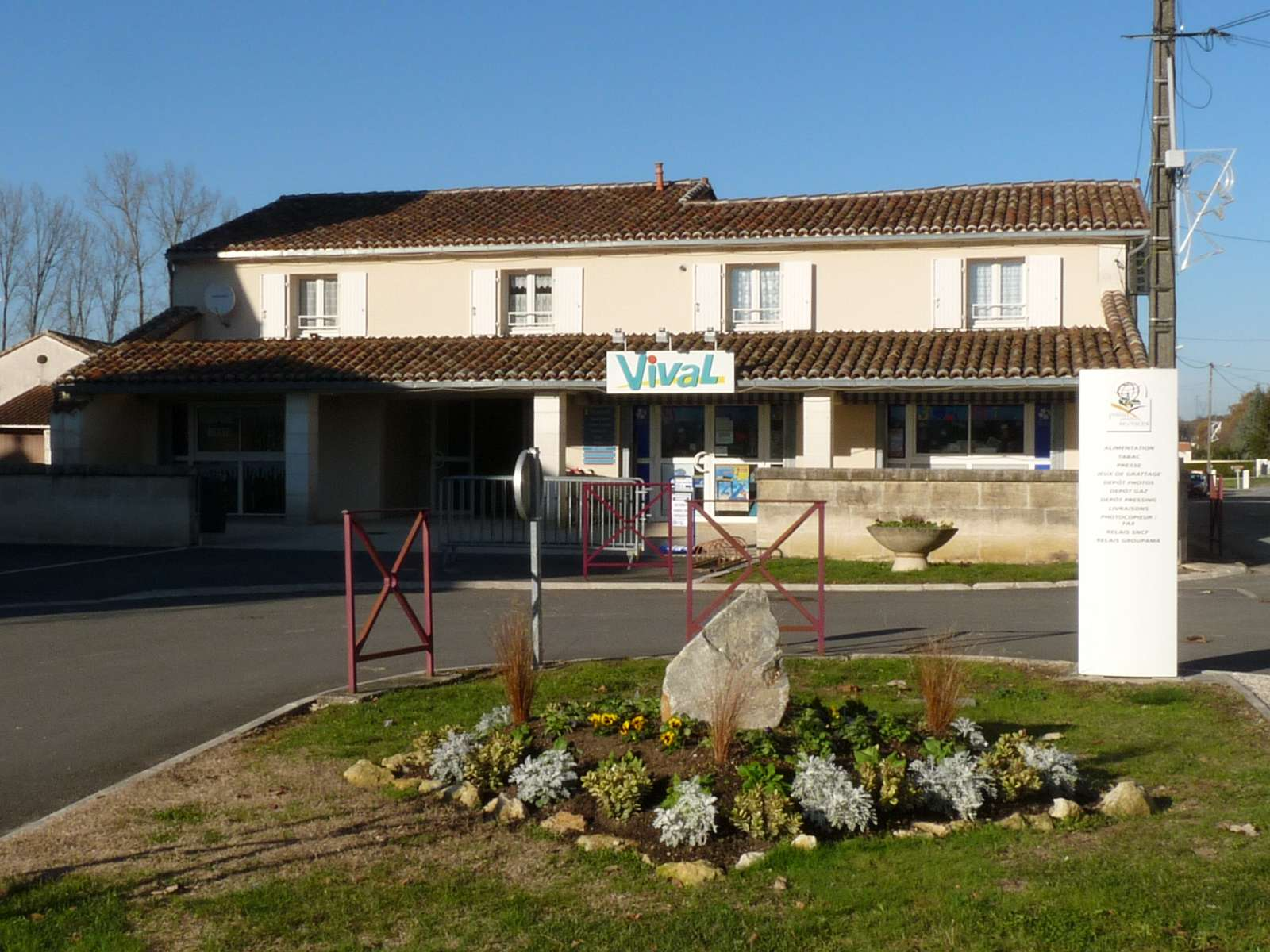
Commerces de proximité.
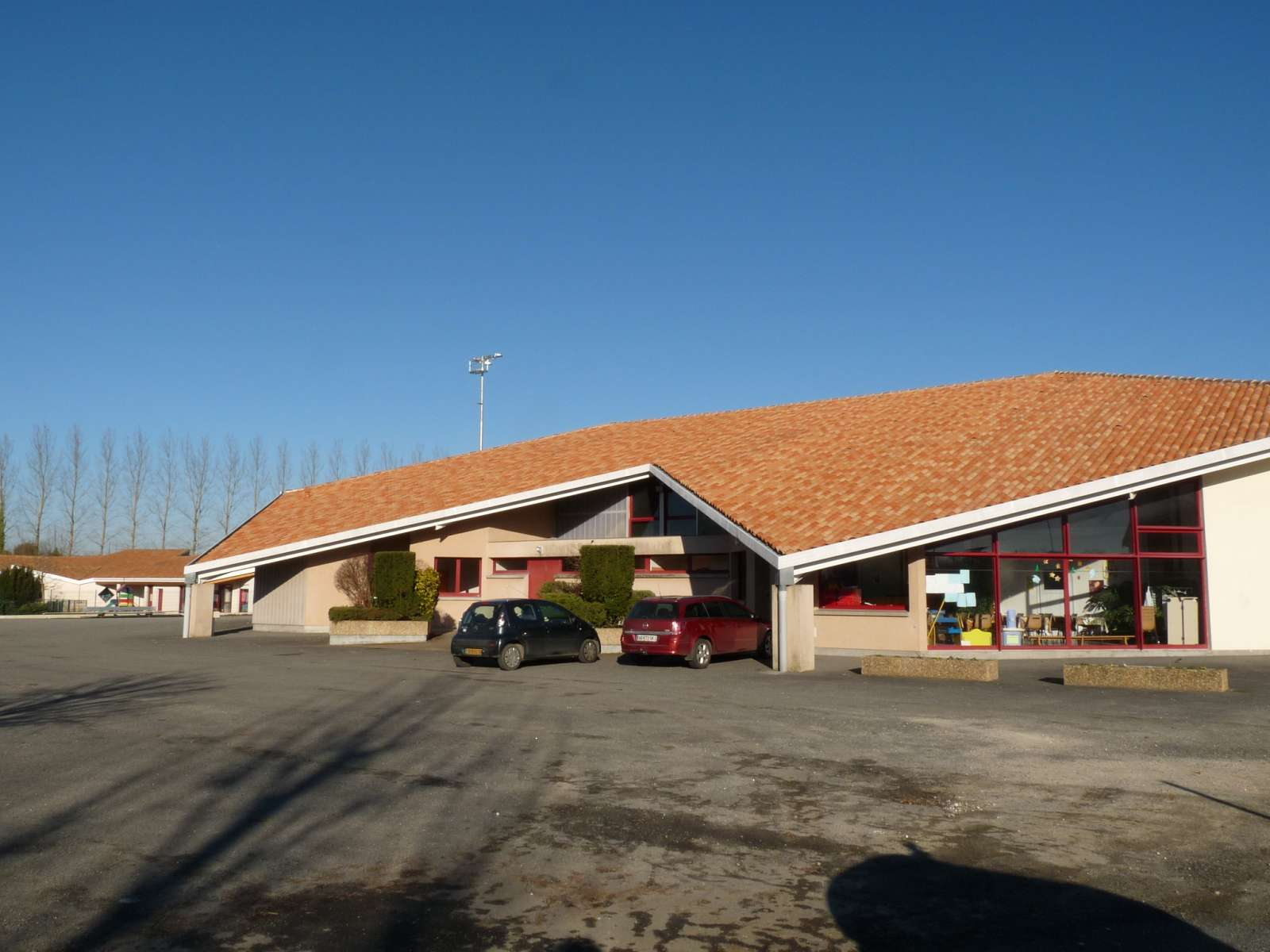
Centre culturel et sportif.

## Lieux et monuments

### Patrimoine religieux

#### Église paroissiale
Le prieuré Saint-Orient a été fondé au XIIe siècle sur l'île de la Liège et dépendait de l'abbaye de La Couronne, de l'ordre augustinien.
L'église paroissiale du XIIe siècle qui comporte un chevet orné de colonnes a été remaniée au XVe siècle. Elle est inscrite monument historique depuis 1925.

Église de Sireuil
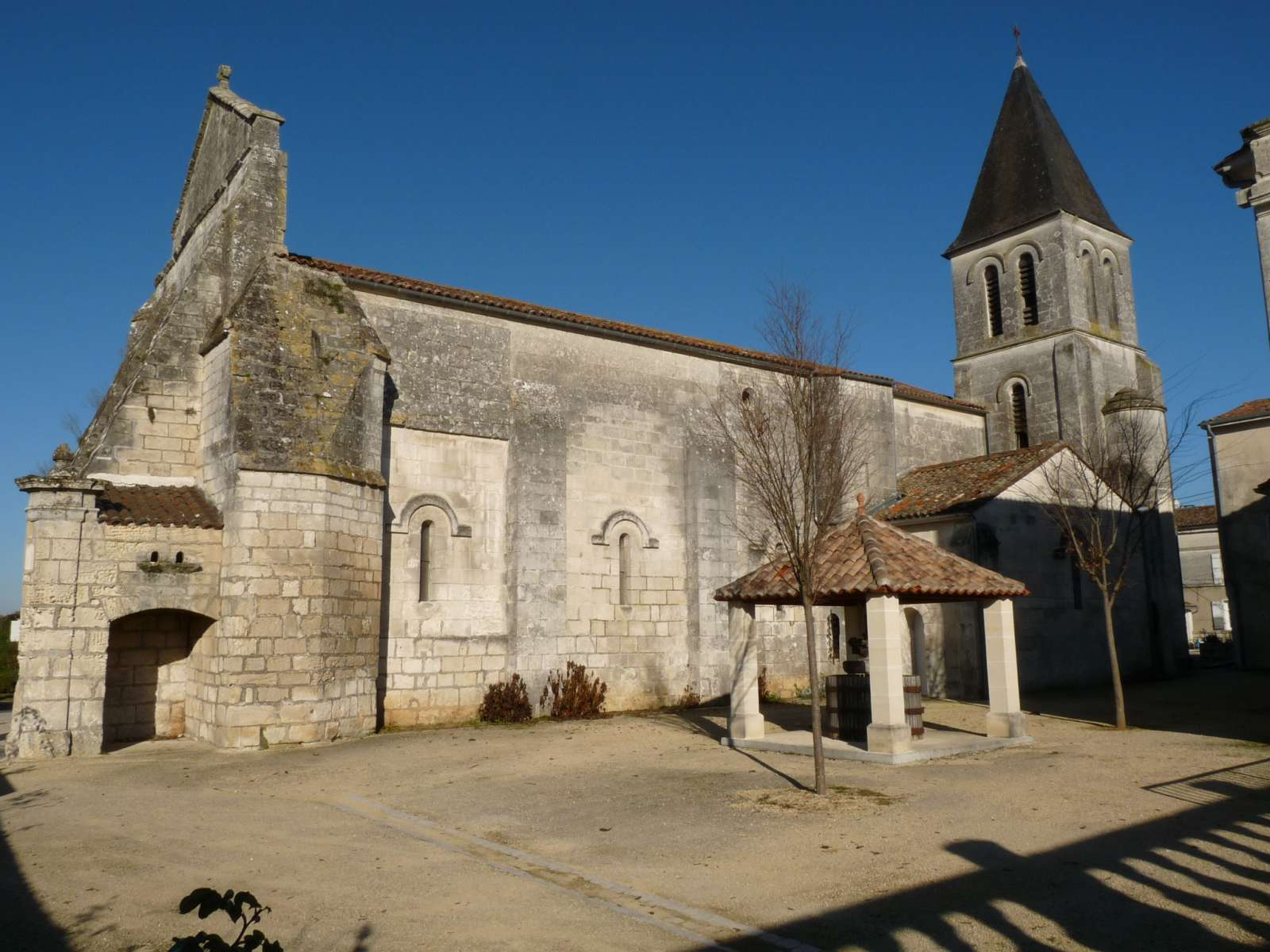
Vue de la mairie.
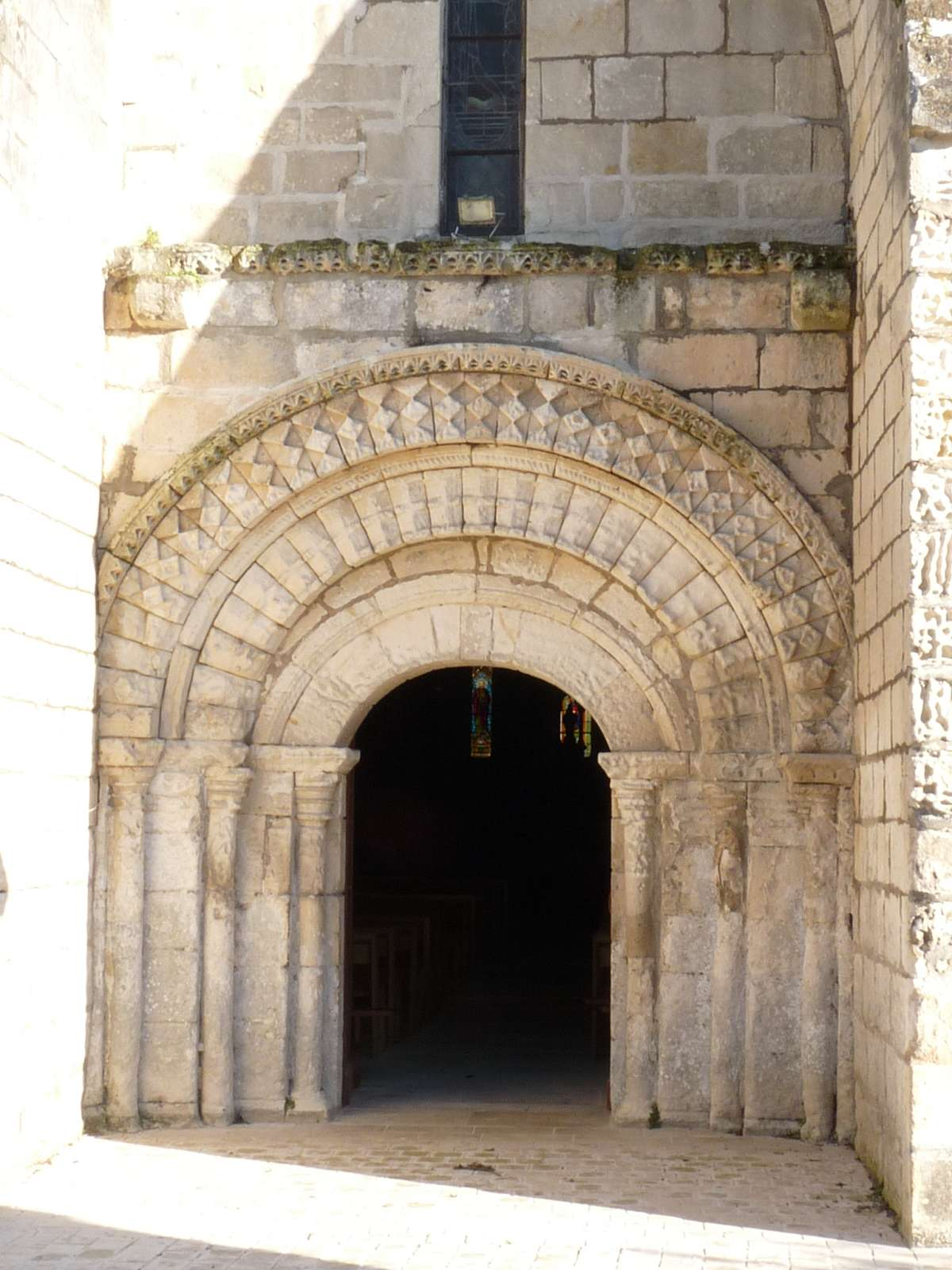
Le portail.
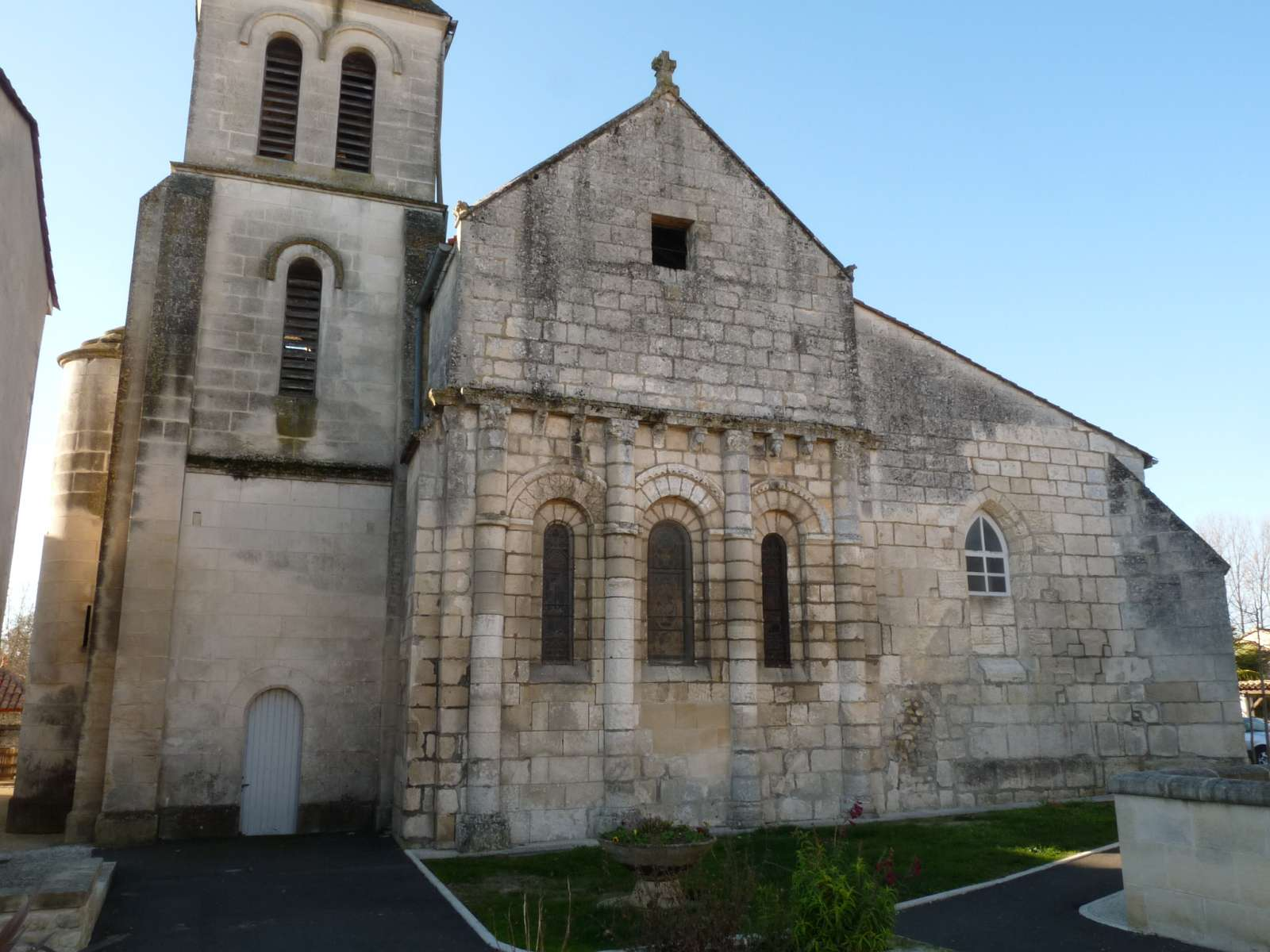
Le chevet.
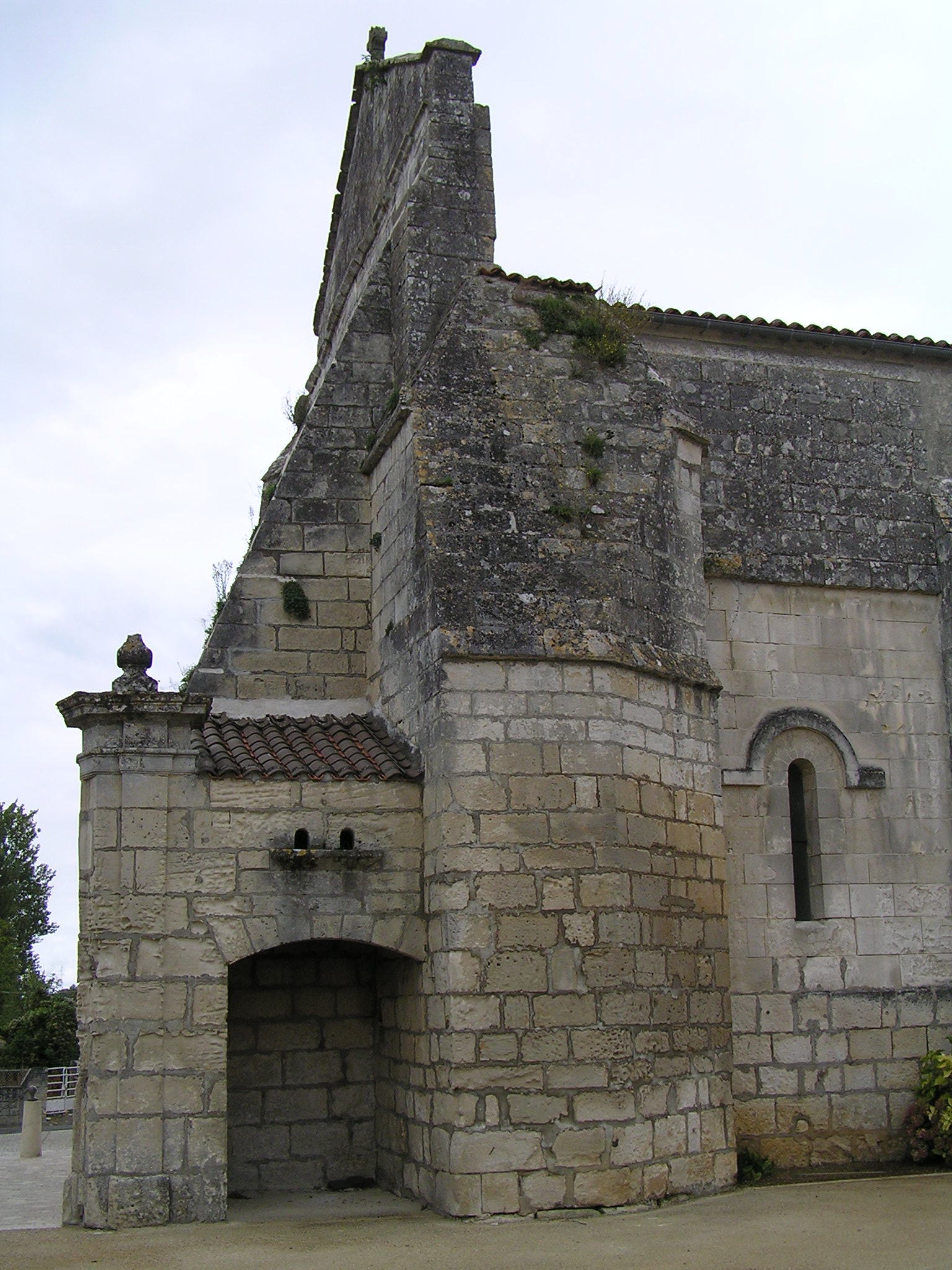
Pigeonnier
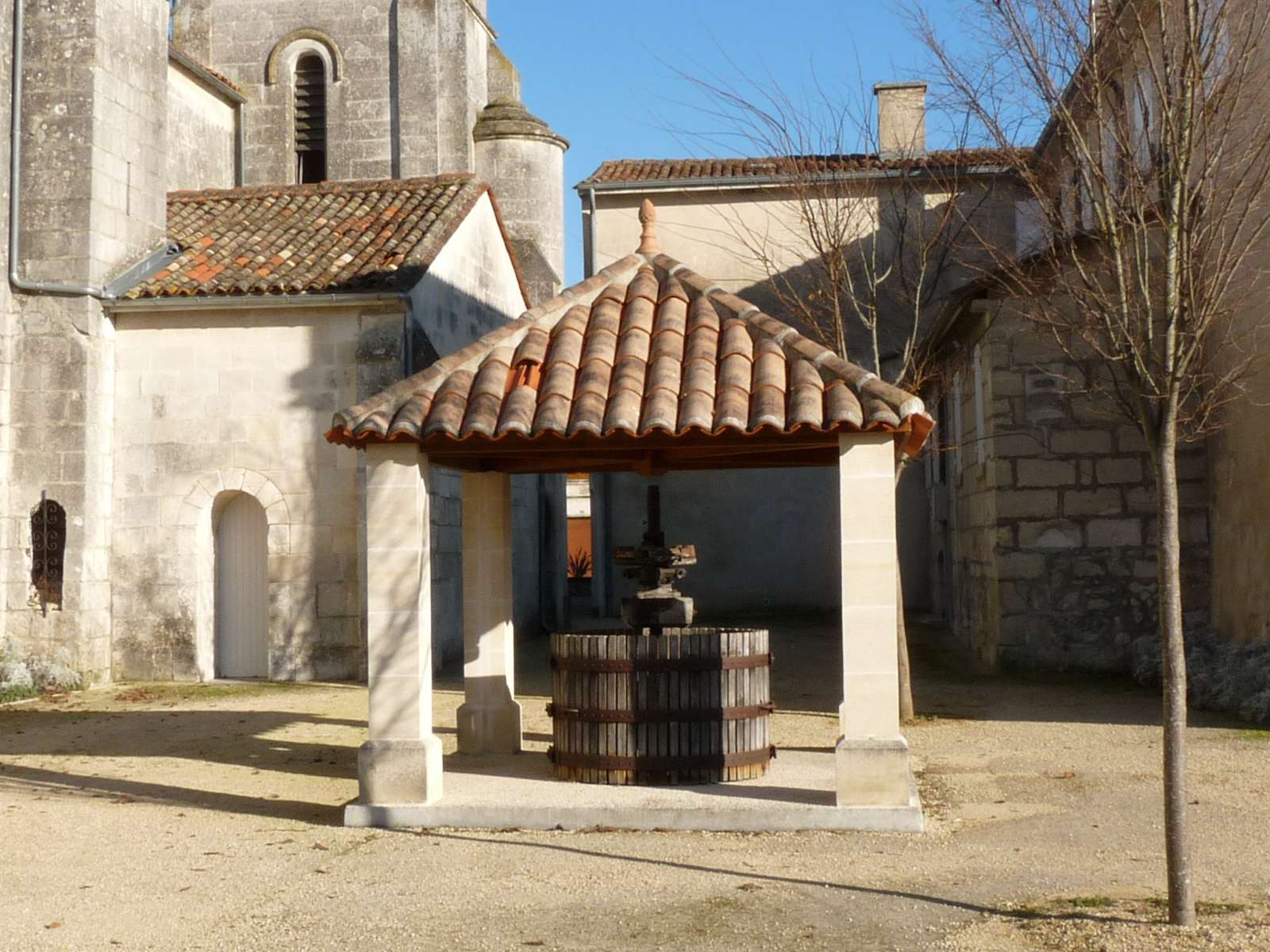
Puits.

### Patrimoine civil
Aujourd'hui disparu, le Fâ était une construction gallo-romaine qui surplombait la Charente et a servi de base à un petit fort, appelé la Tour du Fâ,  au Moyen Âge (cf. plus haut paragraphe Histoire). Cette petite forteresse de 10 mètres sur 8, se dressait à côté du château de Saint-Hermine, appelé maintenant le Château. Les vestiges de cette tour étaient encore visibles au XIXe siècle.

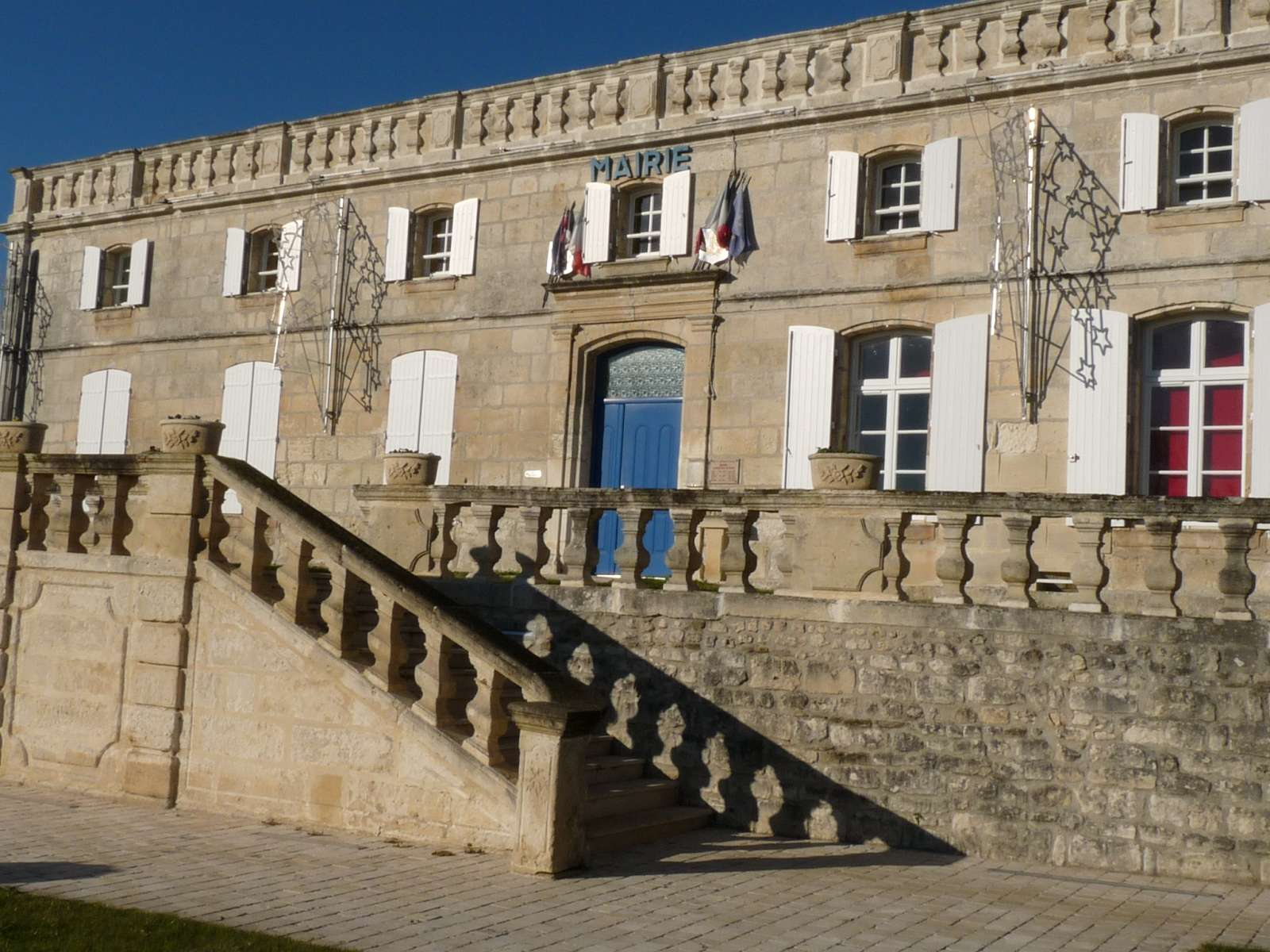
L'escalier et la terrasse de la mairie.

La mairie occupe un logis du XVIIIe siècle situé près de l'église qui est inscrit monument historique depuis 1964.

### Patrimoine environnemental
- La Charente et le chemin de halage ; un port de plaisance assez important est aménagé près du pont.
- Anciennes carrières de pierre.

La Charente à Sireuil
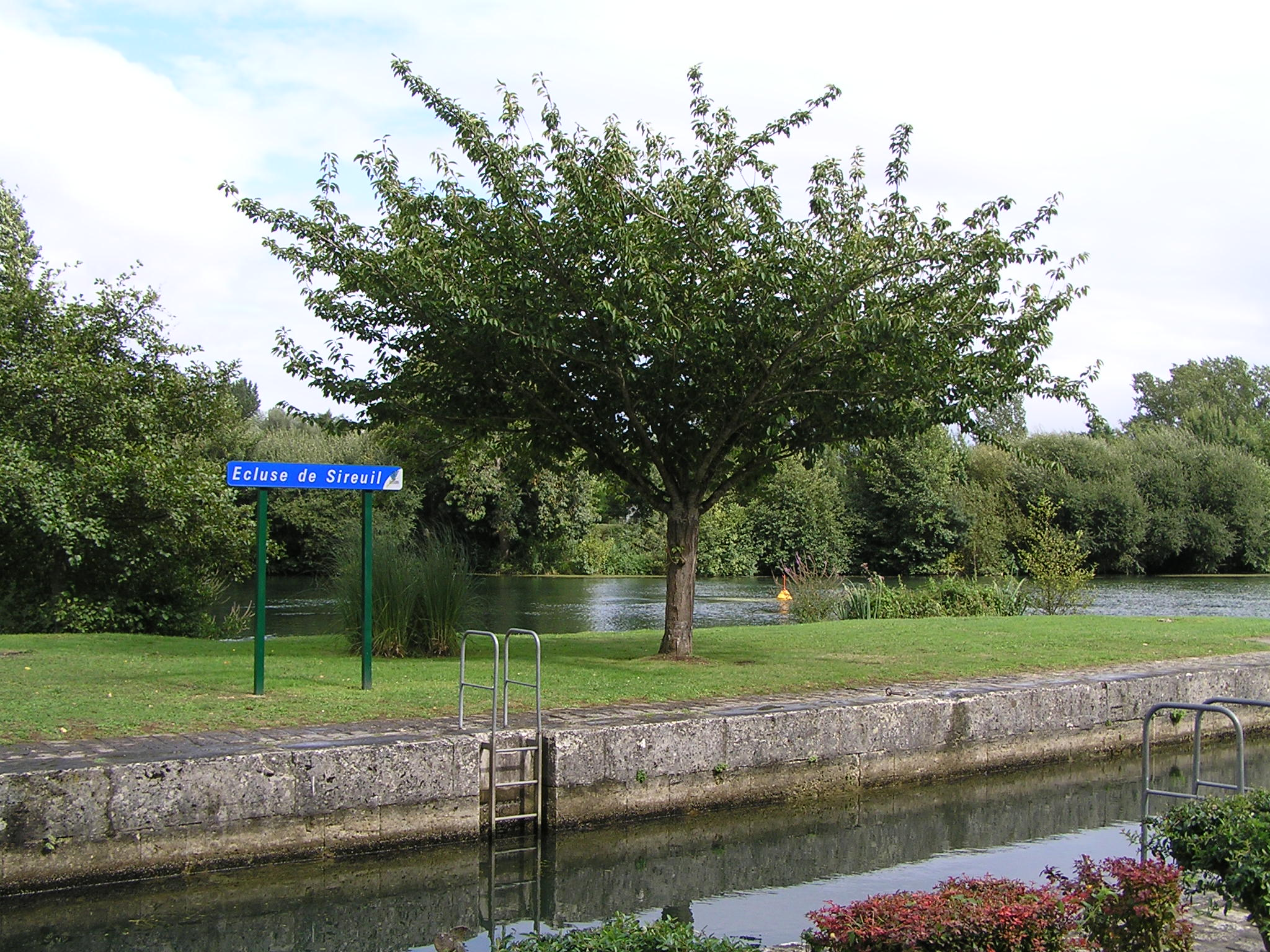
L'écluse.
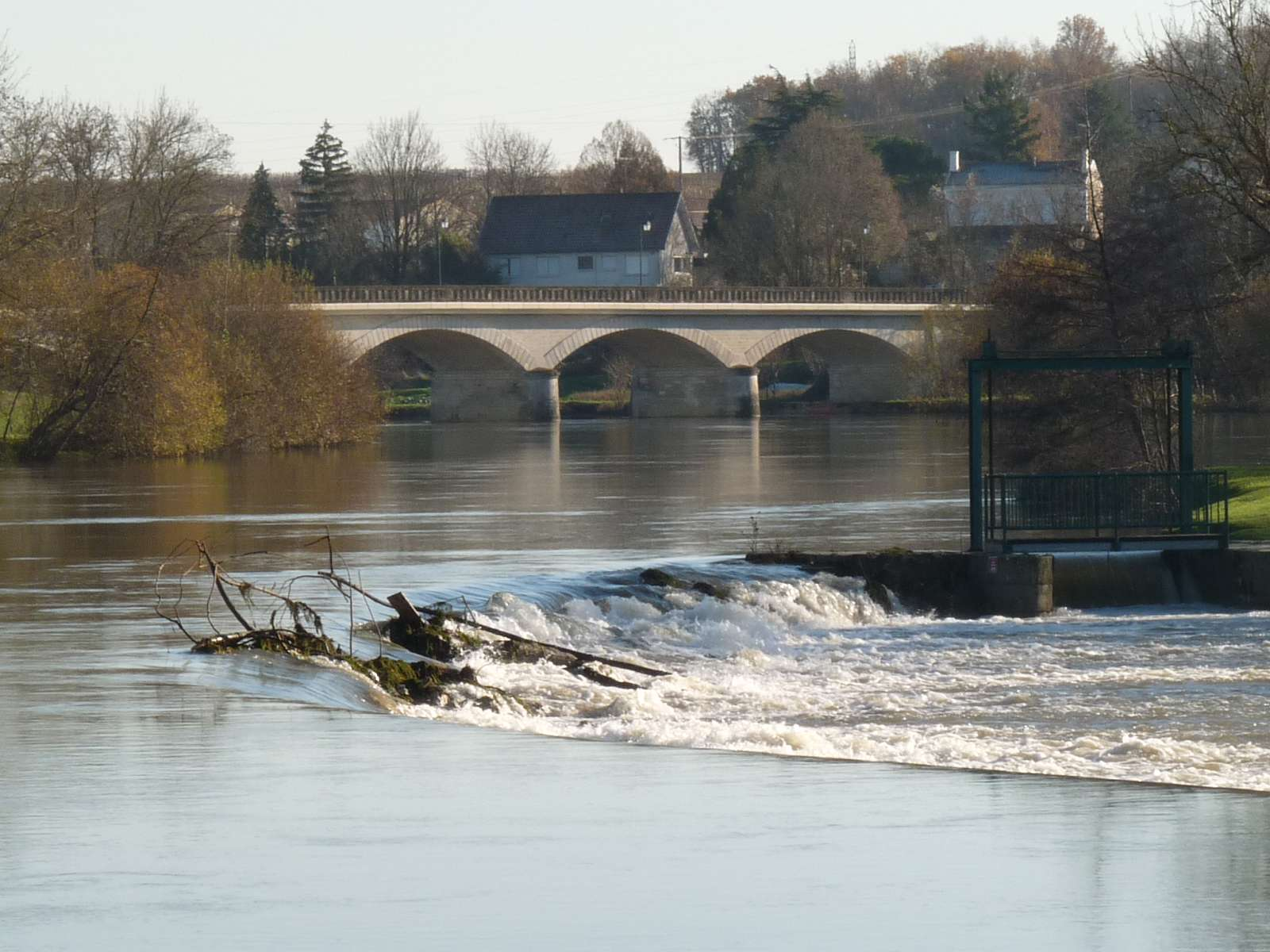
Le pont.
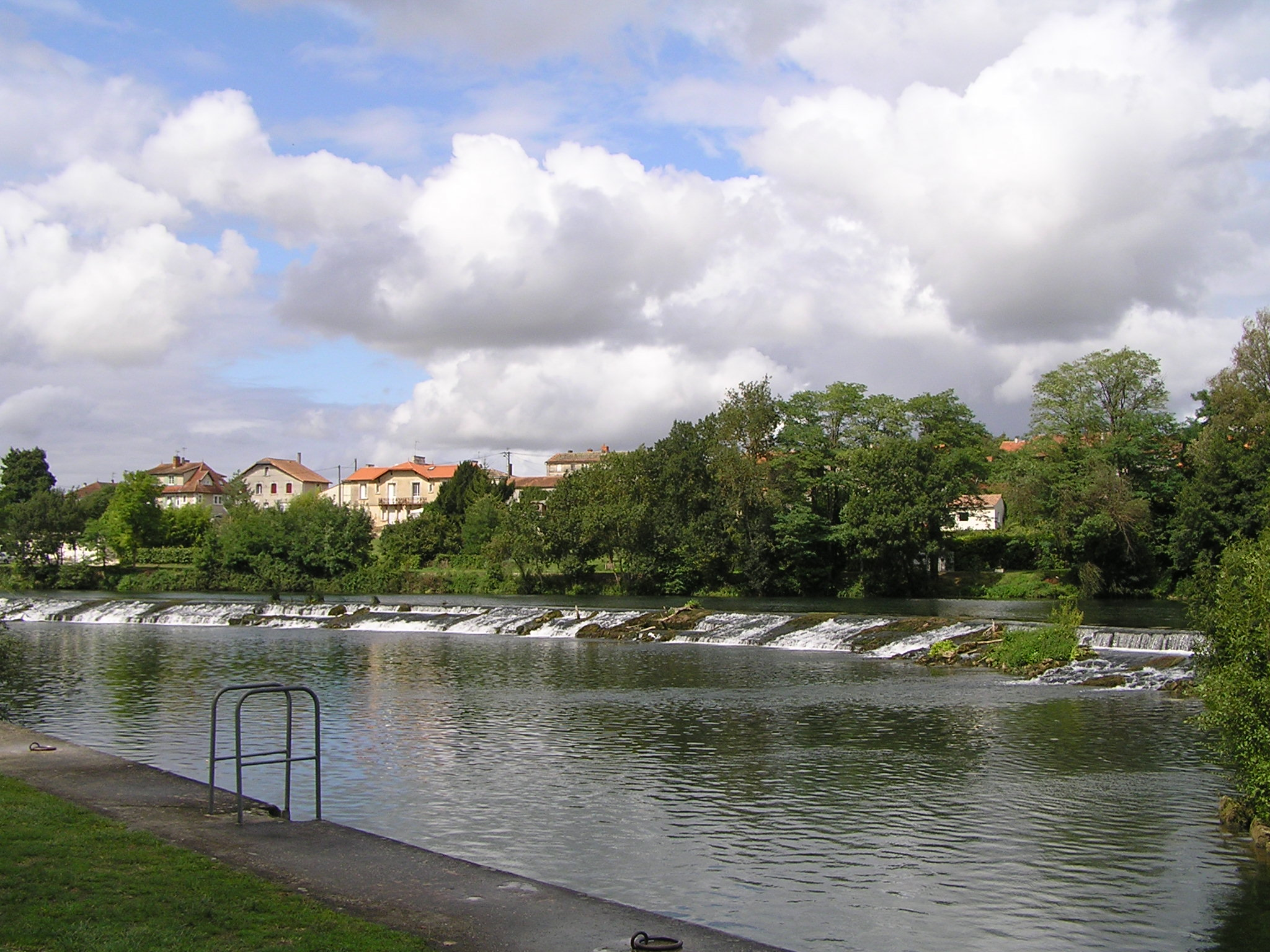
Sireuil sur l'autre berge.

- Le GR 4 qui va de Royan à Grasse traverse le sud de la commune (rive gauche).

## Personnalités liées à la commune

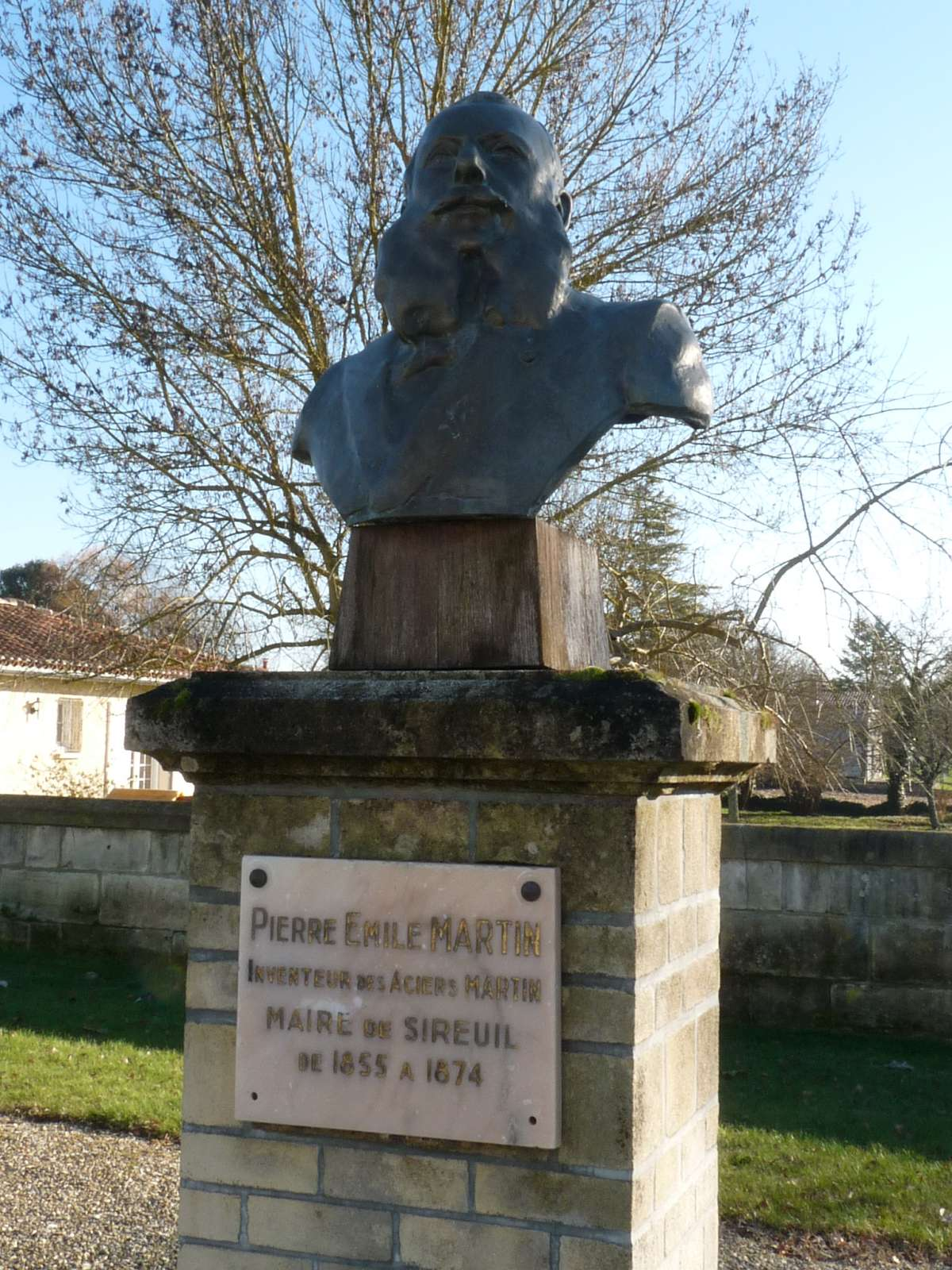
Buste de Pierre-Émile Martin en face de la mairie.

- Pierre-Émile Martin (1824-1915), ingénieur et industriel français. Il a mis au point le procédé d'affinage de l'acier (fours Martin), qu'il a testé à la fonderie de Sireuil. Il a aussi été maire de la commune entre 1855 et 1874.